# 高雄市公車林園幹線
高雄市公車林園幹線（紅3），由港都客運營運，分為A、B、C、D、E五線。起點站皆為小港站，終點站皆為林園區公所。
- 高雄市公車紅3A路，經宏平路、鳳鳴路、西溪路。
- 高雄市公車紅3B路，經宏平路、西溪路。
- 高雄市公車紅3C路，經宏平路。（2025年8月23日改為紅3繞）
- 高雄市公車紅3D路，直達車。（2025年8月23日改為紅3）
- 高雄市公車紅3E路，經宏平路、鳳鳴路。

- 平日二班次延駛清水寺。
- 因應學生上下課需求，平日返程上午一班次、下午去程二班次延駛至鳳林國中站。
- 路線終點站雖顯示為林園區公所，但因前一站林園高中放學學生搭乘至小港方向之需求，故終點站語音播報時會顯示林園高中為終點站；於林園高中站前上車之乘客抵達林園區公所站後重新刷卡或投幣。
- 管制點：去程中門7-11站，返程港浦派出所

備註：管制點為行經該站若比預定時間早則停車待至預定時間才發車。例如：從捷運小港站到中門7-11站預定15分鐘，若只花13分鐘，則在中門7-11站停2分鐘。

## 歷史
- 原大林蒲路線（沿海路口-龍興路）因與紅2路線重疊於2017年1月1日起廢除路線（除目前紅3E路線平日3班次因學生需求停靠鳳林國中）
- 2017年7月1日：配合公車式小黃，時段內原繞駛西溪路班次將不再繞駛。
- 2018年7月1日：試營延駛鳳鼻頭港站，同年8月1日取消延駛
- 2019年9月1日：從捷運接駁公車升為幹線公車[2]
- 2025年8月23日：優化路線，原紅3D改為紅3、原紅3C改為紅3繞，另外新增兩條接駁路線（鳳林接駁線、中芸接駁線）。

## 停站
參見右側路線圖